# Corybas despectans
Corybas despectans là một loài thực vật có hoa trong họ Lan. Loài này được D.L.Jones & R.C.Nash mô tả khoa học đầu tiên năm 1976.